# Tom Platz
Thomas Steven Platz (* 26. června 1955 Fort Sill, Oklahoma) je americký profesionální bodybuilder. Jeho přezdívkami jsou "The Golden Eagle" a "The Quadfather". Občas bývá označován jako "Quadzilla", ale toto přízvisko bývá často spojováno s bodybuilderem Paulem Demayem.

## Životopis
Tom Platz začal svou závodní kariéru v kulturistice v roce 1973 na závodech Mr. Adonis. Závodil jako amatér až do výhry Světového Amatérského šampionátu ve střední váze (World Amateur Championships middleweight division) v roce 1978. V roce 1978 se po úspěšném dokončení svého studia na Waynově státní Univerzitě přestěhoval do Kalifornie. Přišel tam s 50 dolary a úmyslem vyhrát Mr. Olympia. Následujících devět let Platz soutěžil jako profesionál, s vidinou výhry Mr. Olympia. Ačkoliv první místo na Mr. Olympia nikdy nevyhrál, většinou končíval v nejlepších deseti a přitom bylo nejlepší umístění třetí pozice v roce 1981.
Tom Platz se stal známým pro jeho nesmírně rozvinuté svaly nohou. Vyvinul vlastní High intesity, high volume metody tréninku nohou, které vedly k bezkonkurenční velikosti a tvaru v té době. Ačkoliv měl malé nedostatky z kulturistického pohledu jinde na těle, je často označován jako kulturistu s nejlepšími a nejlépe rozvinutým svalstvem nohou té doby a občas také jako všech dob.
Tom Platz odešel z profesionálního bodybuildingu v roce 1987 a udělal "Comeback" v roce 1995 když byl oceněn jako Honorary Mr. America. Neustále propaguje sport, "chtěl bych vrátit sportu, který miluju, to co sport dal mě". Po té hrál v roce 1990 roli "Bodybuildera" ve filmu "Book of Love".
Tom Platz je jedním z nejvíce vyhledávaných řečníků ve světě kulturistiky, sportovní výživy a fitnessu obecně. Byl profesorem a garantem kulturistických věd v ISSA 14 let. Tom má titul ve Fitness, titul bakaláře ve fyziologii a výživě na Waynově státní univerzitě a Michiganské státní univerzitě a titul v Obchodu z univerzity Kalifornie.

## Umístění ve vrcholových soutěžích v kulturistice
- 1973 Mr. Adonis - AAU
- 1973 Mr. Ironman – AAU
- 1974 Teen Mr. America - AAU, druhý
- 1974 Junior & Senior State Powerlifting Championships - AAU, v kategorii do 220 liber šampion
- 1975 Mr. Michigan - AAU
- 1976 Mr. America - AAU, Short, třetí
- 1977 Mr. Southeastern USA - AAU
- 1977 Mr. America - AAU, Short, druhý
- 1978 World Amateur Championships - IFBB Mr. Universe
- 1978 Mr. America - AAU, Short, 2nd
- 1979 Mr. Olympia - osmý (under 200 pounds)
- 1980 Grand Prix: Lafayette, Louisiana devátý
- 1980 Grand Prix: Pittsburgh desátý
- 1980 Night Of Champions čtrnáctý
- 1980 Mr. Olympia devátý
- 1980 Pro Mr. Universe druhý
- 1981 Mr. Olympia třetí
- 1982 Mr. Olympia šestý
- 1984 Mr. Olympia desátý
- 1985 Mr. Olympia sedmý
- 1986 Mr. Olympia jedenáctý
- 1987 Grand Prix: Detroit šestá
- 1995 Honorary Mr. America - AAU